# Naoki Hattori
Naoki Hattori (13 de juny del 1966, Tòquio (Japó)) és un pilot de curses japonès que va arribar a disputar curses de Fórmula 1. Naoki Hattori va debutar a la quinzena cursa de la temporada 1991 (la 42a temporada de la història) del campionat del món de la Fórmula 1, disputant el 20 d'octubre del 1991 el G.P. del Japó al circuit de Suzuka. Va participar en dues curses puntuables pel campionat de la F1, disputades a la temporada 1991, no aconseguint classificar-se per disputar cap cursa i no assolí cap punt vàlid pel campionat del món de pilots.

## Resultats a la Fórmula 1
| Any  | Equip             | Xassís | Motor    | 1   | 2   | 3   | 4   | 5   | 6   | 7   | 8  | 9   | 10  | 11  | 12  | 13  | 14  | 15      | 16      | Posició | Punts |
| ---- | ----------------- | ------ | -------- | --- | --- | --- | --- | --- | --- | --- | -- | --- | --- | --- | --- | --- | --- | ------- | ------- | ------- | ----- |
| 1991 | Coloni Racing Srl | Coloni | Cosworth | USA | BRA | SMR | MON | CAN | MEX | FRA | GB | ALE | HON | BEL | ITA | POR | ESP | JAP NVQ | AUS NVQ | -       | 0     |

### Resum
| Curses: | Victòries: | Pòdiums: | Poles: | Voltes ràpides: | Punts: |
| ------- | ---------- | -------- | ------ | --------------- | ------ |
| 2 (0)   | 0          | 0        | 0      | 0               | 0      |